# Olympische Sommerspiele 2008/Teilnehmer (St. Kitts und Nevis)
| Gelbes Symbol für Goldmedaillen mit stilisierten Olympischen Ringen | Graues Symbol für Silbermedaillen mit stilisierten Olympischen Ringen | Braundes Symbol für Bronzemedaillen mit stilisierten Olympischen Ringen |
| ------------------------------------------------------------------- | --------------------------------------------------------------------- | ----------------------------------------------------------------------- |
| —                                                                   | —                                                                     | —                                                                       |

St. Kitts und Nevis nahm mit vier Athleten an den Olympischen Sommerspielen 2008 in Peking teil.
St. Kitts und Nevis war damit zum 4. Mal bei Olympischen Spielen vertreten, die erste Teilnahme war 1996.

## Teilnehmer nach Wettkämpfen

### Leichtathletik
| Disziplin        | Männer      | Frauen                          |
| ---------------- | ----------- | ------------------------------- |
| 100 Meter Sprint | Kim Collins | Virgil Hodge                    |
| 200 Meter Sprint | Kim Collins | Virgil Hodge, Meritzer Williams |
| 400 Meter Sprint |             | Tiandra Ponteen                 |